# تصفيات كأس العالم للسيدات 2019
التصفيات كأس العالم للسيدات 2019 وهي العملية التي حددت جميع الفرق الـ 24 التي شاركت في كأس العالم للسيدات 2019م، بالإضافة إلى تأهل فرنسا المضيفة تلقائيًا. وهي تمثل النسخة الثامنة من بطولة كأس العالم للسيدات، وهي بطولة كأس العالم الدولية لكرة القدم للسيدات التي تقام كل أربع سنوات. وهي أيضًا البطولة الثالثة التي تستضيفها أوروبا، بعد كأس العالم للسيدات 1995م في السويد وكأس العالم للسيدات 2011م في ألمانيا.

## الفرق المتأهلة
| منتخب            | متأهل بوصفه                                                     | تاريخ التأهل   | الظهور في النهائيات | آخر ظهور | سلسلة متتالية | أفضل أداء سابق                           |
| ---------------- | --------------------------------------------------------------- | -------------- | ------------------- | -------- | ------------- | ---------------------------------------- |
| فرنسا            | المستضيف                                                        | 19 مارس 2015   | الرابع              | 2015     | 3             | المركز الرابع (2011)                     |
| الصين            | المركز الثالث في كأس آسيا للسيدات 2018-                         | 9 أبريل 2018   | 7th                 | 2015     | 2             | الوصيف (1999)                            |
| تايلاند          | المركز الرابع في كأس آسيا للسيدات 2018                          | 12 أبريل 2018  | 2nd                 | 2015     | 2             | مرحلة المجموعات (2015)                   |
| أستراليا         | وصيف كأس آسيا للسيدات 2018                                      | 13 أبريل 2018  | 7th                 | 2015     | 7             | ربع النهائي (2007، 2011، 2015)           |
| اليابان          | بطل كأس آسيا للسيدات 2018-                                      | 13 أبريل 2018  | 8th                 | 2015     | 8             | البطل (2011)                             |
| كوريا الجنوبية   | المركز الخامس في كأس آسيا للسيدات 2018                          | 16 أبريل 2018  | 3rd                 | 2015     | 2             | دور الـ16(2015)                          |
| البرازيل         | بطل كوبا أمريكا للسيدات 2018-                                   | 19 أبريل 2018  | 8th                 | 2015     | 8             | الوصيف(2007)                             |
| تشيلي            | وصيف كوبا أمريكا للسيدات 2018                                   | 22 أبريل 2018  | 1st                 | –        | 1             | المرة الأولى                             |
| إسبانيا          | الفائزون بالمجموعة السابعة من تصفيات الاتحاد الأوربي لكرة القدم | 8 يونيو 2018   | 2nd                 | 2015     | 2             | مرحلة المجموعات (2015)                   |
| إيطاليا          | الفائزون بالمجموعة السادسة من تصفيات الاتحاد الأوربي لكرة القدم | 8 يونيو 2018   | 3rd                 | 1999     | 1             | ربع النهائي (1991)                       |
| إنجلترا          | الفائزون بالمجموعة الأولى من تصفيات الاتحاد الأوربي لكرة القدم  | 31 أغسطس 2018  | 5th                 | 2015     | 4             | المركز الثالث (2015)                     |
| إسكتلندا         | الفائزون بالمجموعة الثانية من تصفيات الاتحاد الأوربي لكرة القدم | 4 سبتمبر 2018  | 1st                 | –        | 1             | المرة الأولى                             |
| النرويج          | الفائزون بالمجموعة الثالثة من تصفيات الاتحاد الأوربي لكرة القدم | 4 سبتمبر 2018  | 8th                 | 2015     | 8             | البطل (1995)                             |
| السويد           | الفائزون بالمجموعة الرابعة من تصفيات الاتحاد الأوربي لكرة القدم | 4 سبتمبر 2018  | 8th                 | 2015     | 8             | الوصيف (2003)                            |
| ألمانيا          | الفائزون بالمجموعة الخامسة من تصفيات الاتحاد الأوربي لكرة القدم | 4 سبتمبر 2018  | 8th                 | 2015     | 8             | البطل (2003، 2007)                       |
| كندا             | وصيف بطولة الكونكاكاف للسيدات 2018                              | 14 أكتوبر 2018 | 7th                 | 2015     | 7             | المركز الرابع (2003)                     |
| الولايات المتحدة | بطل بطولة الكونكاكاف للسيدات 2018                               | 14 أكتوبر 2018 | 8th                 | 2015     | 8             | البطل (1991، 1999، 2015)                 |
| جامايكا          | المركز الثالث في بطولة الكونكاكاف للسيدات 2018                  | 17 أكتوبر 2018 | 1st                 | –        | 1             | المرة الأولى                             |
| هولندا           | الفائزون في التأهل إلى تصفيات الاتحاد الأربي لكرة القدم         | 13 نوفمبر 2018 | 2nd                 | 2015     | 2             | دور الــ16 (2015)                        |
| الأرجنتين        | الفائزون في ملحق الكونكاكاف واتحاد أمريكا الجنوبية لكرة القدم   | 13 نوفمبر 2018 | 3rd                 | 2007     | 1             | مرحلة المجموعات (2003، 2007)             |
| نيجيريا          | بطل كأس الأمم الأفريقية للسيدات 2018                            | 27 نوفمبر 2018 | 8th                 | 2015     | 8             | ربع النهائي (1999)                       |
| جنوب إفريقيا     | وصيف كأس الأمم الأفريقية للسيدات 2018                           | 27 نوفمبر 2018 | 1st                 | –        | 1             | المرة الأولى                             |
| الكاميرون        | المركز الثالث في بطولة كأس الأمم الأفريقية للسيدات 2018         | 30 نوفمبر 2018 | 2nd                 | 2015     | 2             | دور الـــ16 (2015)                       |
| نيوزيلندا        | بطل كأس الأمم الأوربية للسيدات 2018                             | 1 ديسمبر 2018  | 5th                 | 2015     | 4             | مرحلة المجموعات (1991، 2007، 2011، 2015) |

## عملية التأهل
تمت الموافقة على تخصيص المقاعد من قبل مجلس الاتحاد الدولي لكرة القدم في الفترة من 13 إلى 14 أكتوبر 2016م.  وتظل مقاعد كل اتحاد قاري دون تغيير عن مقاعد البطولة السابقة باستثناء مقعد المضيف الذي تم نقله من اتحاد أمريكا الشمالية والوسطى والكاريبي (كندا) إلى الاتحاد الأوروبي لكرة القدم (فرنسا). 

### ملخص التصفيات والتأهلات
بدأت مباريات التصفيات في 3 أبريل 2017م، وانتهت في 1 ديسمبر 2018م.
وباستثناء فرنسا المضيفة، فإن 207 من بين 210 أعضاء اتحادات في الاتحاد الدولي لكرة القدم (فيفا) يمكنها التأهل من خلال عملية التأهل الخاصة باتحاداتها إذا اختارت المشاركة. باستثناء كل من: غواتيمالا  والكويت،  حيث تم تعليق اتحادات كرة القدم التابعة لها من قبل الاتحاد الدولي لكرة القدم (الفيفا)،وهناك أيضًا غينيا الاستوائية، التي تم حظرها من كأس العالم للسيدات 2019م.  في البداية تم إجراء قرعة التصفيات لمنتخبات غوام ولبنان وسيراليون وجزر توركس وكايكوس، إلا أن هذه المنتخبات انسحبت من بطولاتها التأهيلية.
وهناك أكثر من 30 دولة لم يشارك في التصفيات، معظمها في آسيا وأفريقيا، بما في ذلك المملكة العربية السعودية وتونس ومصر، التي تأهلت فرقها إلى كأس العالم لكرة القدم 2018م. 
| الاتحاد                          | البطولة                          | المقاعد المتاحة | عدد الدول مع بدء التصفيات | الدول التي تم إقصاؤها | الدول المتأهلة | بداية التصفيات | نهاية التصفيات    |
| -------------------------------- | -------------------------------- | --------------- | ------------------------- | --------------------- | -------------- | -------------- | ----------------- |
| الاتحاد الآسيوي لكرة القدم       | كأس آسيا للسيدات 2018            | 5               | 24                        | 19                    | 5              | 3 أبريل 2017   | 20 أبريل 2018     |
| الاتحاد الأفريقي لكرة القدم      | كأس الأمم الأفريقية للسيدات 2018 | 3               | 24[1]                     | 21                    | 3              | 4 أبريل 2018   | 1 ديسمبر 2018     |
| الكونكاكاف                       | بطولة الكونكاكاف للسيدات 2018    | 3.5             | 28[2]                     | 25                    | 3              | 5 مايو 2018    | 17 أكتوبر 2018[3] |
| اتحاد أمريكا الجنوبية لكرة القدم | كوبا أمريكا للسيدات 2018         | 2.5             | 10                        | 7                     | 3              | 4 أبريل 2018   | 22 أبريل 2018[3]  |
| اتحاد أوقيانوسيا لكرة القدم      | كأس الأمم الأوربية للسيدات       | 1               | 11                        | 10                    | 1              | 24 اغسطس 2018  | 1 ديسمبر 2018     |
| الاتحاد الأوربي لكرة القدم       | تصفيات كأس العالم للسيدات 2019   | 8+H             | 46+H                      | 38                    | 8+H            | 6 أبريل 2017   | 13 نوفمبر2018     |
| المجموع                          | تصفيات كأس العالم للسيدات 2019   | 23+H            | 143+H                     | 120                   | 23+H           | 3 أبريل 2017   | 1 ديسمبر 2018     |

- H: المضيفون

## تصفيات الاتحادات

### الاتحاد الآسيوي لكرة القدم
كما هو الحال في دورة كأس العالم السابقة، كانت بطولة كأس آسيا للسيدات بمثابة البطولة التأهيلية لكأس العالم لأعضاء الاتحاد الآسيوي لكرة القدم. حيث كانت عملية التأهل لكأس العالم تسير على النحو التالي: 
- مرحلة التصفيات: أقيمت تصفيات كأس آسيا للسيدات 2018م في الفترة من 3 إلى 12 أبريل 2017م. [9] شارك فيها 24 فريقًا، وتأهلت اليابان وأستراليا والصين تلقائيًا إلى البطولة النهائية بحكم موقعها كأفضل ثلاثة فرق في كأس آسيا للسيدات 2014م، وبالتالي لم تشارك في التصفيات. كما تأهل الأردن تلقائيًا إلى البطولة النهائية بصفته البلد المضيف، لكنه قرر أيضًا المشاركة في التصفيات المؤهلة. [10] تم توزيع الفرق الـ21 على أربع مجموعات بحيث تضم ثلاث مجموعات منها خمس فرق بينما تضم المجموعة الباقية 6 فرق. وفي كل مجموعة، لعبت الفرق ضد بعضها البعض مرة واحدة في مكان محايد، وتأهلت الفرق الأربعة الفائزة بالمجموعات إلى البطولة النهائية. وبما أن الأردن فاز بمجموعته، فقد تأهل وصيف هذه المجموعة أيضًا إلى البطولة النهائية.
- البطولة النهائية: شاركت ثمانية فرق في بطولة كأس آسيا للسيدات 2018م، والتي أقيمت في الفترة من 6 إلى 20 أبريل 2018م في الأردن. [11] [12] وتم تقسيم الفرق الثمانية إلى مجموعتين، بحيث تتكون كل واحدة منها من أربع فرق. وقد تأهل الفريقان الأول والثاني من كل مجموعة إلى كأس العالم للسيدات 2019م، وكذلك إلى مرحلة خروج المغلوب، بينما تقدمت الفرق التي احتلت المركز الثالث في كل مجموعة إلى مباراة فاصلة، حيث تأهل الفائز في المباراة الفاصلة إلى كأس العالم.

#### مرحلة المجموعات
| المجموعة A | المجموعة A | المجموعة A | المجموعة A | المجموعة B | المجموعة B     | المجموعة B | المجموعة B |
| ---------- | ---------- | ---------- | ---------- | ---------- | -------------- | ---------- | ---------- |
| الترتيب    | المنتخب    | لعب        | نقاط       | الترتيب    | المنتخب        | لعب        | نقاط       |
| 1          | الصين      | 3          | 9          | 1          | استراليا       | 3          | 5          |
| 2          | تايلاند    | 3          | 6          | 2          | اليابان        | 3          | 5          |
| 3          | الفلبين    | 3          | 3          | 3          | كوريا الجنوبية | 3          | 5          |
| 4          | الأردن (م) | 3          | 0          | 4          | فيتنام         | 3          | 0          |

م = الدولة المستضيفة

#### مباراة تحديد المركز الخامس
| فريق 1  | نتيجة | فريق 2         |
| ------- | ----- | -------------- |
| الفلبين | 0–5   | كوريا الجنوبية |

### الاتحاد الأفريقي لكرة القدم
كما هو الحال في دورة كأس العالم السابقة، كانت بطولة كأس الأمم الأفريقية للسيدات بمثابة البطولة التأهلية لكأس العالم لأعضاء الاتحاد الأفريقي لكرة القدم. وقد كانت عملية تصفيات كأس العالم في الاتحاد الأفريقي تسير على النحو التالي:
- مرحلة التصفيات: أقيمت تصفيات كأس الأمم الأفريقية للسيدات 2018م في الفترة من 4 أبريل إلى 9 يونيو 2018م. حيث تأهل 24 منتخبًا إلى التصفيات، حيث تم إعفاء أربعة منتخبات، وهم: (نيجيريا، الكاميرون، غينيا الاستوائية، جنوب أفريقيا) من الدور الثاني، ودخلت المنتخبات العشرين المتبقية الدور الأول. أقيمت مباريات التصفيات بنظام الذهاب والإياب من مباراتين. تأهل الفائزون السبعة في الجولة الثانية إلى البطولة النهائية للانضمام إلى غانا المضيفة التي تأهلت تلقائيًا. [13]
- البطولة النهائية: شاركت ثمانية فرق في بطولة كأس الأمم الأفريقية للسيدات 2018م، التي أقيمت في الفترة من 17 نوفمبر إلى 1 ديسمبر 2018م في غانا. [14] [15] وتم تقسيمهم إلى مجموعتين، بحيث تتكون كل مجموعة من أربعة فرق. وقد تأهل الفريقان الأول والثاني من كل مجموعة إلى مرحلة خروج المغلوب، حيث تأهل الفائزان في الدور نصف النهائي والفائزان في مباراة تحديد المركز الثالث إلى كأس العالم.

وقد حظر الاتحاد الدولي لكرة القدم (فيفا) على منتخب غينيا الاستوائية التأهل لكأس العالم للسيدات 2019م، الأمر الذي يعني أنها لن تتمكن من التأهل لكأس العالم بغض النظر عن أدائها في كأس الأمم الأفريقية للسيدات. 

#### مرحلة خروج المغلوب
في نصف النهائي فازت نيجيريا على الكاميرون بضربات الجزاء الترجيحية 4 - 2، بعدما أنتهت المباراة الرئيسة بينهما، والتي أُقيمت في 27 نوفمبر بأكرا، بالتعادل بدون أهداف، وفي المباراة الأخري التي أُقيمت بذات التاريخ في كيب كوست استطاعت جنوب أفريقيا التغلب على مالي بهدفين دون رد، وبذلك صعدت كل من نيجيريا وجنوب أفريقيا إلى النهائي، الذي أُقيم في 1 ديسمبر بأكرا، واستطاعت نيجيريا من خلالها التغلب على جنوب أفرييا بضربات الجزاء الترجيحية 4 - 3 بعدما انتهت المباراة الرئيسة بينهما بالتعادل بدون أهداف.
وفي مباراة تحديد المركز الثالث والتي أُقيمت بين الكاميرون ومالي في 30 نوفمبر في كيب كوست، فقد استطاعت الكاميرون من خلالها الفوز بنتيجة 4 - 2 لتحتل المركز الثالث.

### الكونكاكاف
كما هو الحال في دورة كأس العالم السابقة، كانت بطولة الكونكاكاف للسيدات بمثابة البطولة التأهلية لكأس العالم لأعضاء الكونكاكاف. وكانت عملية تصفيات كأس العالم في الكونكاكاف تمر بالمراحل التالية:
- مرحلة التصفيات: أقيمت بطولات التصفيات الإقليمية في منطقة أمريكا الوسطى ومنطقة البحر الكاريبي. وتأهل فريقان من منطقة أمريكا الوسطى وثلاثة فرق من منطقة البحر الكاريبي إلى البطولة النهائية للانضمام إلى الفرق الثلاثة من منطقة أمريكا الشمالية، كندا، والمكسيك، والولايات المتحدة، والتي تأهلت تلقائيًا.
- البطولة النهائية: شاركت ثمانية فرق في بطولة الكونكاكاف للسيدات 2018م، والتي أقيمت في الفترة من 4 إلى 17 أكتوبر 2018م في الولايات المتحدة. [16] وتم تقسيم المنتخبات الثمانية إلى مجموعتين، تتكون كل مجموعة من أربعة فرق. وتأهل الفريقان الأول والثاني من كل مجموعة إلى مرحلة خروج المغلوب، حيث تأهل الفائزان في الدور نصف النهائي والفائزان في مباراة تحديد المركز الثالث إلى كأس العالم. ودخل الخاسرون في مباراة تحديد المركز الثالث إلى مباراة فاصلة بين قارتي أمريكا الشمالية والوسطى والكاريبي (الكونكاكاف) وأمريكا الجنوبية.

ودخل منتخب غوادلوب ومارتينيك بمنطقة الكاريبي في التصفيات المؤهلة لبطولة الكونكاكاف للسيدات 2018م. ومع ذلك، ونظرًا لأنهم ليسوا أعضاء في الاتحاد الدولي لكرة القدم (فيفا)، فقد كانوا غير مؤهلين للتأهل لكأس العالم.

#### مرحلة خروج المغلوب
انتهت مباراتي نصف النهائي بفوز كندا على بنما في المباراة الأولى بنتيجة 7 - 0، وفوز الولايات المتحدة على جامايكا بنتيجة 6 - 0، والمباراتان أُقيمتا في 14 أكتوبر، وبذك صعدت كل من كندا والولايات المتحدة إلى المباراة النهائية، والتي أُقيمت في 17 أكتوبر وانتهت بفوز الولايات المتحدة على كندا بنتيجة 2 - 0، وفي مباراة تحديد المركز الثالث فازت جامايكا على بنما بضربات الجزاء الترجيحية بنتيجة 4 - 2 بعدما انتهت المباراة الرئيسة بين الفريقين بالتعادل 2 - 2

### اتحاد أمريكا الجنوبية لكرة القدم
كما هو الحال في دورة كأس العالم السابقة، كانت بطولة كوبا أمريكا للسيدات بمثابة البطولة تأهلية لكأس العالم لأعضاء اتحاد أمريكا الجنوبية لكرة القدم. وكانت عملية تصفيات كأس العالم تسير على النحو التالي:
- البطولة النهائية: شاركت عشرة فرق في بطولة كوبا أمريكا للسيدات 2018م، والتي أقيمت في الفترة من 4 إلى 22 أبريل 2018م في تشيلي. [17] [18] وقد تم تقسيمهم إلى مجموعتين، تتكون كل مجموعة من خمس فرق. تأهل الفريقان الأول والثاني من كل مجموعة إلى المرحلة النهائية من دور المجموعات، وبينما تأهل الفريقان الأول والثاني إلى كأس العالم. دخل الفريق صاحب المركز الثالث إلى الدور الفاصل بين قارتي أمريكا الشمالية والوسطى والكاريبي (الكونكاكاف) وأمريكا الجنوبية.

#### المرحلة النهائية
| الترتيب | المنتخب   | لعب | النقاط |
| ------- | --------- | --- | ------ |
| 1       | البرازيل  | 3   | 9      |
| 2       | تشيلي     | 3   | 4      |
| 3       | الأرجنتين | 3   | 3      |
| 4       | كولومبيا  | 3   | 1      |

### اتحاد أوقيانوسيا لكرة القدم
كما هو الحال في دورة كأس العالم السابقة، كانت بطولة كأس الأمم الأوروبية للسيدات بمثابة البطولة التأهلية لكأس العالم لأعضاء اتحاد أوقيانوسيا لكرة القدم. وكانت عملية تصفيات كأس العالم تسير على النحو التالي:
- مرحلة التصفيات: دخلت الفرق الأربعة الأدنى تصنيفًا بناءً على الأداء الإقليمي السابق لجميع الفرق الوطنية للسيدات (ساموا الأمريكية، وجزر سليمان، وفانواتو، وفيجي) مرحلة التصفيات، التي أقيمت في الفترة من 24 إلى 30 أغسطس 2018م في دولة فيجي. [19] وقد تأهل الفائز إلى البطولة النهائية، لينضم إلى الفرق السبعة الأخرى التي تأهلت تلقائيًا.
- البطولة النهائية: شاركت ثمانية فرق في البطولة النهائية، التي أقيمت في الفترة من 18 نوفمبر إلى 1 ديسمبر 2018م في كاليدونيا الجديدة. [19] لقد تم تقسيمهم إلى مجموعتين من أربعة فرق. تأهل الفريقان الأول والثاني من كل مجموعة إلى مرحلة خروج المغلوب (نصف النهائي والنهائي)، لتحديد الفائز بكأس الأمم الأوروبية للسيدات والذي تأهل لكأس العالم.

#### مرحلة خروج المغلوب
|  | Semi-finals         | Semi-finals |                     |   | Final | Final |
|  |                     |             |                     |   |       |       |
|  | 28 November – Maré  |             |                     |   |       |       |
|  |                     |             |                     |   |       |       |
|  | بابوا غينيا الجديدة | 1           |                     |   |       |       |
|  | بابوا غينيا الجديدة | 1           | 1 December – Nouméa |   |       |       |
|  | فيجي                | 5           |                     |   |       |       |
|  | فيجي                | 5           | فيجي                | 0 |       |       |
|  | 28 November – Lifou |             | فيجي                | 0 |       |       |
|  |                     | نيوزيلندا   | 8                   |   |       |       |
|  | نيوزيلندا           | نيوزيلندا   | 8                   | 8 |       |       |
|  | نيوزيلندا           |             |                     | 8 |       |       |
|  | كاليدونيا الجديدة   | 0           |                     |   |       |       |
|  | كاليدونيا الجديدة   | 0           | Third place match   |   |       |       |
|  |                     |             |                     |   |       |       |
|  | 1 December – Nouméa |             |                     |   |       |       |
|  |                     |             |                     |   |       |       |
|  | بابوا غينيا الجديدة | 7           |                     |   |       |       |
|  | بابوا غينيا الجديدة | 7           |                     |   |       |       |
|  | كاليدونيا الجديدة   | 1           |                     |   |       |       |

### الاتحاد الأوروبي لكرة القدم
كما حدث في دورة كأس العالم السابقة، نظم الاتحاد الأوروبي لكرة القدم بطولة لأعضائه مخصصة فقط للتصفيات المؤهلة لكأس العالم. ود كانت عملية التأهل لكأس العالم في الاتحاد الأوروبي لكرة القدم تمر بالمراحل التالية: 
- الدور التمهيدي: دخلت الفرق الـ16 الأقل تصنيفًا من بين 46 فريقًا مشاركًا وفقًا لمعامل الاتحاد الأوروبي لكرة القدم الدور التمهيدي، [21] الذي أقيم في الفترة من 3 إلى 11 أبريل 2017م. حيث تم توزيعهم على أربع مجموعات تضم كل منها أربعة فرق، حيث لعبت كل مجموعة بنظام الدوري من جولة واحدة في أحد المضيفين المختارين مسبقًا. يتأهل الفائزون الأربعة بمجموعاتهم وأفضل فريق يحصل على المركز الثاني (دون احتساب النتائج ضد الفريق صاحب المركز الرابع) إلى مرحلة المجموعات التأهيلية.
- مرحلة المجموعات المؤهلة: شارك في مرحلة المجموعات المؤهلة 35 فريقًا، بما في ذلك أعلى 30 فريقًا تصنيفًا، والتي تم إعفاءها والفرق الخمسة المتأهلة من الدور التمهيدي، والتي أقيمت في تواريخ مدرجة في تقويم مباريات FIFA الدولية للسيدات من 11 سبتمبر 2017م إلى 4 سبتمبر 2018م. وقد تم توزيعهم على سبع مجموعات من خمسة فرق، حيث لعبت كل مجموعة بنظام الدوري من دور واحد ذهابا وإيابا. تأهلت المنتخبات السبع الفائزة بمجموعاتها إلى كأس العالم للسيدات 2019 ، بينما تقدم أفضل أربعة منتخبات حصلت على المركز الثاني (دون احتساب النتائج ضد الفريق صاحب المركز الخامس) إلى الأدوار الفاصلة.
- المباريات الفاصلة: لعبت الفرق الأربعة جولتين من مباريات خروج المغلوب من نظام الذهاب والإياب، والتي أقيمت في الفترة من 1 إلى 9 أكتوبر ومن 5 إلى 13 نوفمبر 2018م، حيث تأهل الفائز في الدور النهائي من المباريات الفاصلة إلى كأس العالم.

#### مرحلة المجموعات المؤهلة
| المجموعة الأولى                     | المجموعة الأولى                     | المجموعة الأولى                     | المجموعة الأولى                     |  | المجموعة الثانية                   | المجموعة الثانية                   | المجموعة الثانية                   | المجموعة الثانية                   |  | المجموعة الثالثة                    | المجموعة الثالثة                    | المجموعة الثالثة                    | المجموعة الثالثة                    |
| ----------------------------------- | ----------------------------------- | ----------------------------------- | ----------------------------------- |  | ---------------------------------- | ---------------------------------- | ---------------------------------- | ---------------------------------- |  | ----------------------------------- | ----------------------------------- | ----------------------------------- | ----------------------------------- |
| الترتيب                             | الفريق                              | لعب                                 | النقاط                              |  | الترتيب                            | الفريق                             | لعب                                | النقاط                             |  | الترتيب                             | الفريق                              | لعب                                 | النقاط                              |
| 1                                   | انجلترا                             | 8                                   | 22                                  |  | 1                                  | اسكتلندا                           | 8                                  | 21                                 |  | 1                                   | النرويج                             | 8                                   | 21                                  |
| 2                                   | ويلز                                | 8                                   | 17                                  |  | 2                                  | سويسرا                             | 8                                  | 19                                 |  | 2                                   | هولندا                              | 8                                   | 19                                  |
| 3                                   | روسيا                               | 8                                   | 13                                  |  | 3                                  | بولندا                             | 8                                  | 11                                 |  | 3                                   | ايرلندا                             | 8                                   | 13                                  |
| 4                                   | البوسنة والهرسك                     | 8                                   | 3                                   |  | 4                                  | البانيا                            | 8                                  | 4                                  |  | 4                                   | ايرلنا الشمالية                     | 8                                   | 3                                   |
| 5                                   | كازاخستان                           | 8                                   | 3                                   |  | 5                                  | بيلاروس                            | 8                                  | 3                                  |  | 5                                   | سلوفاكيا                            | 8                                   | 3                                   |
| المصدر: الاتحاد الأوربي لكرة القدم  | المصدر: الاتحاد الأوربي لكرة القدم  | المصدر: الاتحاد الأوربي لكرة القدم  | المصدر: الاتحاد الأوربي لكرة القدم  |  | المصدر: الاتحاد الأوربي لكرة القدم | المصدر: الاتحاد الأوربي لكرة القدم | المصدر: الاتحاد الأوربي لكرة القدم | المصدر: الاتحاد الأوربي لكرة القدم |  | المصدر: الاتحاد الأوربي لكرة القدم  | المصدر: الاتحاد الأوربي لكرة القدم  | المصدر: الاتحاد الأوربي لكرة القدم  | المصدر: الاتحاد الأوربي لكرة القدم  |
| المجموعة الرابعة                    | المجموعة الرابعة                    | المجموعة الرابعة                    | المجموعة الرابعة                    |  | المجموعة الخامسة                   | المجموعة الخامسة                   | المجموعة الخامسة                   | المجموعة الخامسة                   |  | المجموعة السادسة                    | المجموعة السادسة                    | المجموعة السادسة                    | المجموعة السادسة                    |
| الترتيب                             | الفريق                              | لعب                                 | النقاط                              |  | الترتيب                            | الفريق                             | لعب                                | النقاط                             |  | الترتيب                             | الفريق                              | لعب                                 | النقاط                              |
| 1                                   | السويد                              | 8                                   | 21                                  |  | 1                                  | ألمانيا                            | 8                                  | 21                                 |  | 1                                   | إيطاليا                             | 8                                   | 21                                  |
| 2                                   | الدنمارك                            | 8                                   | 16                                  |  | 2                                  | أيسلندا                            | 8                                  | 17                                 |  | 2                                   | بلجيكا                              | 8                                   | 19                                  |
| 3                                   | أوكرانيا                            | 8                                   | 13                                  |  | 3                                  | جمهورية التشيك                     | 8                                  | 14                                 |  | 3                                   | البرتغال                            | 8                                   | 11                                  |
| 4                                   | المجر                               | 8                                   | 4                                   |  | 4                                  | سلوفينيا                           | 8                                  | 6                                  |  | 4                                   | رومانيا                             | 8                                   | 5                                   |
| 5                                   | كرواتيا                             | 8                                   | 3                                   |  | 5                                  | جزر فارو                           | 8                                  | 0                                  |  | 5                                   | مولدوفا                             | 8                                   | 1                                   |
| المصدر: الاتحاد الأوروبي لكرة القدم | المصدر: الاتحاد الأوروبي لكرة القدم | المصدر: الاتحاد الأوروبي لكرة القدم | المصدر: الاتحاد الأوروبي لكرة القدم |  | المصدر:الاتحاد الأوربي لكرة القدم  | المصدر:الاتحاد الأوربي لكرة القدم  | المصدر:الاتحاد الأوربي لكرة القدم  | المصدر:الاتحاد الأوربي لكرة القدم  |  | المصدر: الاتحاد الأوروبي لكرة القدم | المصدر: الاتحاد الأوروبي لكرة القدم | المصدر: الاتحاد الأوروبي لكرة القدم | المصدر: الاتحاد الأوروبي لكرة القدم |
| المجموعة السابعة                    |                                     |                                     |                                     |  |                                    |                                    |                                    |                                    |  |                                     |                                     |                                     |                                     |
| الترتيب                             | الفريق                              | لعب                                 | النقاط                              |  |                                    |                                    |                                    |                                    |  |                                     |                                     |                                     |                                     |
| 1                                   | إسبانيا                             | 8                                   | 24                                  |  |                                    |                                    |                                    |                                    |  |                                     |                                     |                                     |                                     |
| 2                                   | النمسا                              | 8                                   | 16                                  |  |                                    |                                    |                                    |                                    |  |                                     |                                     |                                     |                                     |
| 3                                   | فنلندا                              | 8                                   | 10                                  |  |                                    |                                    |                                    |                                    |  |                                     |                                     |                                     |                                     |
| 4                                   | صربيا                               | 8                                   | 7                                   |  |                                    |                                    |                                    |                                    |  |                                     |                                     |                                     |                                     |
| 5                                   | اسرائيل                             | 8                                   | 1                                   |  |                                    |                                    |                                    |                                    |  |                                     |                                     |                                     |                                     |
| المصدر: الاتحاد الأوروبي لكرة القدم |                                     |                                     |                                     |  |                                    |                                    |                                    |                                    |  |                                     |                                     |                                     |                                     |

ترتيب الفرق التي تحتل المركز الثاني (يتم أخذ النتائج ضد الفرق التي تحتل المركز الأول والثالث والرابع فقط في الاعتبار)
| الترتيب | المجموعة | الفريق   | لعب | فوز | تعادل | هزيمة | له (أهداف) | عليه (أهداف) | فرق الأهداف | النقاط | مؤهل              |
| ------- | -------- | -------- | --- | --- | ----- | ----- | ---------- | ------------ | ----------- | ------ | ----------------- |
| 1       | 3        | هولندا   | 6   | 4   | 1     | 1     | 16         | 2            | +14         | 13     | المباريات الفاصلة |
| 2       | 2        | سويسرا   | 6   | 4   | 1     | 1     | 13         | 5            | +8          | 13     | المباريات الفاصلة |
| 3       | 6        | بلجيكا   | 6   | 4   | 1     | 1     | 9          | 6            | +3          | 13     | المباريات الفاصلة |
| 4       | 4        | الدنمارك | 6   | 4   | 0     | 2     | 17         | 7            | +10         | 12     | المباريات الفاصلة |
| 5       | 5        | أيسلندا  | 6   | 3   | 2     | 1     | 9          | 6            | +3          | 11     |                   |
| 6       | 1        | ويلز     | 6   | 3   | 2     | 1     | 5          | 3            | +2          | 11     |                   |
| 7       | 7        | النمسا   | 6   | 3   | 1     | 2     | 11         | 7            | +4          | 10     |                   |

#### المباريات الفاصلة
يتأهل الفائز في المباراة النهائية إلى كأس العالم للسيدات 2019
|              | نصف نهائي الملحق | نصف نهائي الملحق | نصف نهائي الملحق | نصف نهائي الملحق |        |   | المباراة النهائية | المباراة النهائية | المباراة النهائية | المباراة النهائية |  |
|              |                  |                  |                  |                  |        |   |                   |                   |                   |                   |  |
| هولندا       | 2                | 2                | 4                |                  |        |   |                   |                   |                   |                   |  |
| الدنمارك     | 0                | 1                | 1                |                  |        |   |                   |                   |                   |                   |  |
| الدنمارك     | 0                | 1                | 1                |                  | هولندا | 3 | 1                 | 4                 |                   |                   |  |
|              |                  |                  |                  |                  | هولندا | 3 | 1                 | 4                 |                   |                   |  |
|              |                  | سويسرا           | 0                | 1                | 1      |   |                   |                   |                   |                   |  |
| بلجيكا       | 2                | سويسرا           | 0                | 1                | 1      | 1 | 3                 |                   |                   |                   |  |
| بلجيكا       | 2                |                  |                  |                  |        |   |                   |                   |                   |                   |  |
| سويسرا ( أ ) | 2                | 1                | 3                |                  |        |   |                   |                   |                   |                   |  |

## مباراة فاصلة بين أمريكا الجنوبية وأمريكا الشمالية والوسطى والكاريبي (كونميبول)
أُقيمت مباراة فاصلة بين منتخبي بنما، رابع تصفيات اتحاد أمريكا الشمالية والوسطى والكاريبي (كونكاكاف)، والأرجنتين، ثالث تصفيات اتحاد أمريكا الجنوبية (كونميبول). وتأهل الفائزان إلى كأس العالم.
أُجريت قرعة تحديد مواعيد مباريات الدور الأول في 9 يونيو 2018م في زيورخ خلال اجتماع بين الأمينين العامين لاتحادي الكونكاكاف (CONCACAF) وكونميبول (CONMEBOL). وقُيّمت الأرجنتين لاستضافة مباراة الذهاب، بينما أُقيمت مباراة الإياب في بنما (لم تُعرف هوية فريق الكونكاكاف وقت إجراء القرعة).
أقيمت المباريات يومي 8 و13 نوفمبر 2018م،  خلال فترة تقويم المباريات الدولية للسيدات.
| الفريق 1  | النتيجة الإجمالية | الفريق 2 | مباراة الذهاب | مباراة الإياب |
| --------- | ----------------- | -------- | ------------- | ------------- |
| الأرجنتين | 5 - 1             | بنما     | 4–0           | 1-1           |

## أفضل الهدافين
عدد الأهداف المُسجلة  1562 هدفًا  في 392 مباراة، بمتوسط 3.98 هدفًا في المباراة الواحدة.
19 هدفا
- خديجة شو

14 هدفا
- ميساء جبارة

10 أهداف
- جانيس كايمان

9 أهداف
- كاتالينا أوسمي
- ماريا بيريز
- ترينا دايفس
- ستيفاني النبر

8 أهداف
- لزا أبيرا
- وين ثينجي تون
- سارة جرجيزس
- ميجن جونيمبا

7 أهداف
- لي ينغ
- راشيل بيلايز
- نادية نديم
- سيما ناسو
- لويزا تامانيتوكولا
- كريستينا جيريلي
- شهناز جبريل
- فيفيان ميدميا
- [[ليزا ماري كارليسنج أوتلاند
- جينيفر هيرموسو
- كايلا تايلور
- أليكس مرغان

6 أهداف
- بيا زانيراتو
- أدرايانا ليون
- ساني ترولسجراد نيلسن
- نيكيتا باريس
- ألكسندرا بوب
- ليا شولر
- زهرة غانبري
- جودي براون
- شريدا سبستي
- ايما رولستون
- روزي وايت
- ديزير أوبارانويزي
- كارولين جراهام هانسن
- إيلينا دانيلوفا
- ناجيدا سميرنوفا
- فينيسياا براون
- تشو سو هيون
- لارا ديكنمان
- ماريا شيد
- هوينا نهو

## روابط خارجية
- موقع الفيفا